# Andrea Lucchetta
Andrea Lucchetta, detto Lucky (Treviso, 25 novembre 1962), è un ex pallavolista italiano.
Giocava nel ruolo di centrale.
Tra gli anni 80 e 90 del XX secolo ha fatto parte, fino a diventarne capitano, della cosiddetta generazione di fenomeni della nazionale italiana.

## Biografia
Già durante l'attività pallavolistica inizia a nutrire interessi al di fuori della disciplina.
Nel 1992 pubblica con la RTI Music il singolo Go Lucky Go spinto da Edoardo Hazan, all'epoca direttore di Radio 105; con il brano parteciperà anche a una tappa del Festivalbar 1992. Nello stesso anno conduce la trasmissione Go Lucky Go dedicata alla pallavolo italiana, sempre su Radio 105. L'anno seguente pubblica il disco Schiacciamo l'Aids per sensibilizzare i giovani sul tema dell'AIDS.
In ambito televisivo, è stato conduttore di Live Zone Sport per Disney Channel, della stagione 2001-2002 di Robot Wars per LA7 oltreché della quarta puntata dello Zecchino d'Oro 2014. Nel 2004 partecipa al reality show La talpa di Rai 2. È inoltre ideatore, co-produttore e doppiatore della serie animata Spike Team e del film Il sogno di Brent, realizzati con Rai Fiction, oltreché l'ideatore del docu-reality Spike Girls - Schiacciatrici.

## Carriera

### Giocatore

#### Club

Un muro di Lucchetta per il Gonzaga Milano, contro, nel campionato 1990-91.

Inizia la carriera da pallavolista nelle file della seconda divisione dell'Astori Mogliano Veneto, nella stagione 1979-80, per poi passare alla Pallavolo Treviso nel campionato 1980-81 di Serie A2.
L'anno successivo approda in A1, nelle file della Panini di Modena dove giocherà per le successive nove stagioni. In questo lasso di tempo, per gran parte sotto la guida di Julio Velasco, Lucchetta vince 4 scudetti, una Coppa dei Campioni, una Coppa delle Coppe, 3 Coppe CEV consecutive e 4 Coppe Italia.
Nel 1990 passa al Gonzaga Milano, all'epoca parte della Polisportiva Mediolanum, dove rimane per un quadriennio vincendo una Coppa delle Coppe e due mondiali per club.
Nel 1994, stante la dismissione della polisportiva milanese, vari elementi ex Gonzaga, Lucchetta compreso, si trasferiscono in blocco al Cuneo. Con l'allenatore Silvano Prandi, nel 1996 il pallavolista fa il poker vincendo Coppa CEV, Supercoppa italiana, Supercoppa europea e Coppa Italia di Serie A1.
Dopo la stagione 1997-98 trascorsa alla Roma, torna a Modena dove chiude la sua carriera nel 2000.

#### Nazionale

Lucchetta capitano della nazionale, in un muro a tre con Andrea Zorzi (a sinistra) e Luca Cantagalli (a destra), durante la fase finale della World League 1992.

Durante la sua militanza a Modena ottiene la prima convocazione in nazionale, avvenuta nel 1982, così come il suo esordio a Chieti, il 15 luglio dello stesso anno nella sconfitta 2-3 in amichevole contro l'Unione Sovietica.
La sua esperienza con la nazionale italiana conta 292 presenze, facendone uno degli elementi di spicco nonché primo capitano della cosiddetta generazione di fenomeni. Nel suo palmarès vi sono, tra gli altri, un bronzo olimpico a Los Angeles 1984, un campionato europeo nel 1989, un campionato mondiale nel 1990 e 3 World League consecutive tra il 1990 e il 1992.
Nel 1993 Velasco, già suo allenatore a Modena e nel frattempo divenuto commissario tecnico della nazionale, lo esclude dalla maglia azzurra per aprire un nuovo ciclo dopo la deludente spedizione olimpica di Barcellona 1992.

### Dopo il ritiro
Nel 2007 aderisce al progetto della CEV di creare un campionato sperimentale Master, contribuendo a creare una nazionale Veterans, che riunisca i grandi volti della pallavolo degli anni 90. La nazionale Veterans ha esordito a Modena nell'aprile 2007. Il successivo 13 ottobre ha vinto con l'Italia il campionato europeo Veterans, battendo la Russia in finale per 2-1.
Dalla stagione 2009-2010, affiancando in telecronaca dapprima Francesco Pancani e poi Maurizio Colantoni, commenta come seconda voce per Rai Sport le gare del campionato italiano maschile oltreché i maggiori eventi internazionali come mondiali, europei e giochi olimpici; in quest'ultimo caso seguendo anche beach volley e, a livello paralimpico, sitting volley.

## Palmarès

### Club

#### Competizioni nazionali
- Campionato italiano: 4

Panini: 1985-86, 1986-87, 1987-88, 1988-89
- Coppa Italia: 5

Panini: 1984-85, 1985-86, 1987-88, 1988-89
Cuneo: 1995-96
- Supercoppa italiana: 1

Cuneo: 1996

#### Competizioni internazionali
- Coppa dei Campioni: 1

Panini: 1989-90
- Coppa delle Coppe: 3

Panini: 1985-86
Gonzaga Milano: 1992-93
Cuneo: 1996-97
- Coppa CEV: 4

Panini: 1982-83, 1983-84, 1984-85
Cuneo: 1995-96
- Supercoppa europea: 1

Cuneo: 1996
- Campionato mondiale per club: 2

Gonzaga Milano: 1990, 1992

### Nazionale (competizioni minori)
- Giochi del Mediterraneo 1991

### Premi individuali
- 1990 - Campionato mondiale di pallavolo maschile: MVP